# Jean-My Truong
Pour les articles homonymes, voir Truong.
Jean-My Truong est un batteur et compositeur français d'origine vietnamienne.

## Biographie
En 1970, il fait partie du quartet de jazz fusion Perception avec le saxophoniste Yochk’o Seffer, le claviériste Siegfried Kessler et le contrebassiste Didier Levallet, puis de Zao jusqu'en 1977 en compagnie de Seffer, du pianiste François Cahen et de Joël Dugrenot. Il fonde Surya avec Didier Lockwood, Dominique Bertram et Luc Plouton. En 1981, il accompagne le guitariste de jazz Christian Escoudé sur son album Gipsy's Morning.
Il a accompagné Chuck Berry lors d'une de ses tournées (fête de l'Humanité).
Au début des années 1990, Truong se dirige vers le rock et la variété. Il joue avec le groupe Indochine de 1988 à 1994, participant à l'enregistrement de l'album Un Jour dans notre vie et du live Radio Indochine. Il accompagne Alain Bashung en tournée et fait partie du groupe jouant sur l'album live Tour Novice sorti en 1992. L'année suivante, il tient la batterie sur l'album N'ssi N'ssi de Khaled.
En 2008, Jean-My Truong enregistre l'album Mémoire du futur, auquel collaborent notamment le pianiste Pierre De Bethmann, le contrebassiste Rémi Vignolo et le saxophoniste Stéphane Guillaume. Le disque est édité par le label Ames, fondé par Didier Lockwood, et distribué par Harmonia Mundi.
Depuis 2002, Jean My Truong accompagne également sur scène Serge Utgé-Royo, auteur compositeur et interprète, avec lequel il enregistre plusieurs disques, distribués par L'autre distribution. À partir de 2014, il forme avec Léo Nissim et Serge le "Trio Utgé-Royo" qui tourne en France et en francophonie...